# Ningjiang (sockenhuvudort i Kina, Heilongjiang Sheng, lat 46,29, long 123,73)
Ningjiang (kinesiska: 宁姜, 宁姜蒙古族乡) är en sockenhuvudort i Kina. Den ligger i provinsen Heilongjiang, i den nordöstra delen av landet, omkring 230 kilometer väster om provinshuvudstaden Harbin. Antalet invånare är 15 253. Befolkningen består av 7 577 kvinnor och 7 676 män. Barn under 15 år utgör 13,0 %, vuxna 15-64 år 78 %, och äldre över 65 år 7,0 %.
Runt Ningjiang är det ganska tätbefolkat, med 58 invånare per kvadratkilometer. Närmaste större samhälle är Ganq Ger, 9,2 km sydväst om Ningjiang. Trakten runt Ningjiang består i huvudsak av gräsmarker.
Genomsnittlig årsnederbörd är 637 millimeter. Den regnigaste månaden är juli, med i genomsnitt 178 mm nederbörd, och den torraste är januari, med 3 mm nederbörd.